# Deportivo Alavés 2019-2020
Questa voce raccoglie le informazioni riguardanti il Deportivo Alavés nelle competizioni ufficiali della stagione 2019-2020.

## Maglie e sponsor
| Casa | Trasferta | Terza divisa |

Sponsor ufficiale: Betway
Fornitore tecnico: Kelme

## Organico

### Rosa
Rosa e numerazione aggiornate al 22 agosto 2019.
| N. |                      | Ruolo | Calciatore        |
| -- | -------------------- | ----- | ----------------- |
| 1  | Spagna (bandiera)    | P     | Fernando Pacheco  |
| 3  | Spagna (bandiera)    | D     | Rubén Duarte      |
| 4  | Brasile (bandiera)   | D     | Rodrigo Ely       |
| 5  | Spagna (bandiera)    | D     | Víctor Laguardia  |
| 6  | Argentina (bandiera) | D     | Lisandro Magallán |
| 7  | Spagna (bandiera)    | A     | Lucas Pérez       |
| 8  | Spagna (bandiera)    | C     | Tomás Pina Isla   |
| 9  | Spagna (bandiera)    | A     | Joselu            |
| 11 | Spagna (bandiera)    | A     | Luis Rioja        |
| 12 | Spagna (bandiera)    | D     | Rafa Navarro      |
| 13 | Spagna (bandiera)    | P     | Antonio Sivera    |
| 14 | Spagna (bandiera)    | A     | Burgui            |

| N. |                     | Ruolo | Calciatore             |
| -- | ------------------- | ----- | ---------------------- |
| 15 | Spagna (bandiera)   | C     | Javi Muñoz             |
| 16 | Colombia (bandiera) | C     | Daniel Torres          |
| 17 | Spagna (bandiera)   | D     | Adrián Marín           |
| 18 | Spagna (bandiera)   | D     | Aleix Vidal            |
| 19 | Spagna (bandiera)   | C     | Manu García (capitano) |
| 20 | Spagna (bandiera)   | C     | Pere Pons              |
| 21 | Spagna (bandiera)   | D     | Martín Aguirregabiria  |
| 23 | Spagna (bandiera)   | D     | Ximo Navarro           |
| 24 | Scozia (bandiera)   | C     | Oliver Burke           |
| 26 | Spagna (bandiera)   | D     | Javi López             |
| 27 | Spagna (bandiera)   | D     | Tachi                  |
| 29 | Spagna (bandiera)   | D     | Borja Sainz            |